# Brama Straceń
Brama Straceń – wschodnia brama Cytadeli Warszawskiej, zbudowana w latach 1833–1835 jako Wrota Iwanowskie. Cmentarz-mauzoleum więźniów politycznych straconych w Królestwie Kongresowym.

## Historia
Osłaniające bramę przedbramie, mogło w czasie zagrożenia być używane jako taras artyleryjski. Dodatkowo dostępu do niej bronił mur Carnota, połączony z kaponierą wschodnią. Całość zapewniała połączenie Cytadeli z brzegiem Wisły, gdzie w razie potrzeby mogły być zacumowane mosty łyżwowy i pontonowy, stanowiące połączenie z praskim fortem Śliwickiego.
W pobliżu tej bramy, od 1886 Rosjanie wykonywali egzekucje więźniów politycznych na skarpie Cytadeli od strony Wisły. Stały tam szubienice, których szczątki wmurowane w ściany bramy są nadal widoczne. Ciała straceńców były chowane bezpośrednio na stoku, a robiono to w najgłębszym ukryciu.
W 1932 staraniem Koła Warszawskiego Stowarzyszenia Byłych Więźniów Politycznych teren wokół bramy uprzątnięto, a 1 listopada 1933 uroczyście otwarto cmentarz-mauzoleum straconych tu patriotów. Ustawiono 152 krzyże i 7 macew, a na ścianach bramy powieszono 6 marmurowych tablic pamiątkowych z nazwiskami ofiar.